# Удінцев Федір Аристархович
Фе́дір Ариста́рхович У́дінцев (1877–1956), терапевт родом з м. Урбіти (тепер Свердловської області), проф. Київ. медичного інституту. Праці У. присвячені вивченню захворювань печінки, жовчного міхура, виразкової хвороби та ін.